# Baix Pallars
Baix Pallars (spanisch Bajo Pallars) ist eine katalanische Gemeinde (Municipio) mit 340 Einwohnern (Stand: 2024) in der Provinz Lleida im Nordosten Spaniens. Sie ist Teil der Comarca Pallars Sobirà. Die Gemeinde besteht aus den Ortschaften Ancs, Baén, Balestui, Bresca, Bretui, Buseu, Cabestany, Castellnou de Peramea, Cortscastell, El Comte, Enseu, Gerri de la Sal, Masies de Llaràs, Mentui, Montcortès, Peracalç, Peramea, Pujol, Sarroca, Sellui, Solduga und Useu sowie aus den Wüstungen Canals, Cuberes, L'Espluga de Cuberes, El Pui, Sant Sebastià de Buseu, El Soi und Vilesa. Der Verwaltungssitz befindet sich in Gerri de la Sal.

## Lage
Baix Pallars liegt in den Pyrenäen etwa 89 Kilometer nordnordöstlich von Lleida in einer Höhe von ca. 590 m. Die Gemeinde wird vom Noguera Pallaresa durchflossen.

## Einwohnerentwicklung
| 1970 | 1981 | 1991 | 2001 | 2011 | 2021 |
| ---- | ---- | ---- | ---- | ---- | ---- |
| 622  | 422  | 350  | 353  | 382  | 342  |

## Sehenswürdigkeiten
- Dolmen La Cabana de Perauba
- Benediktinerkloster Santa Maria in Gerri de la Sal
- Annenkirche in Corscastell
- Christopheruskirche von Peramea

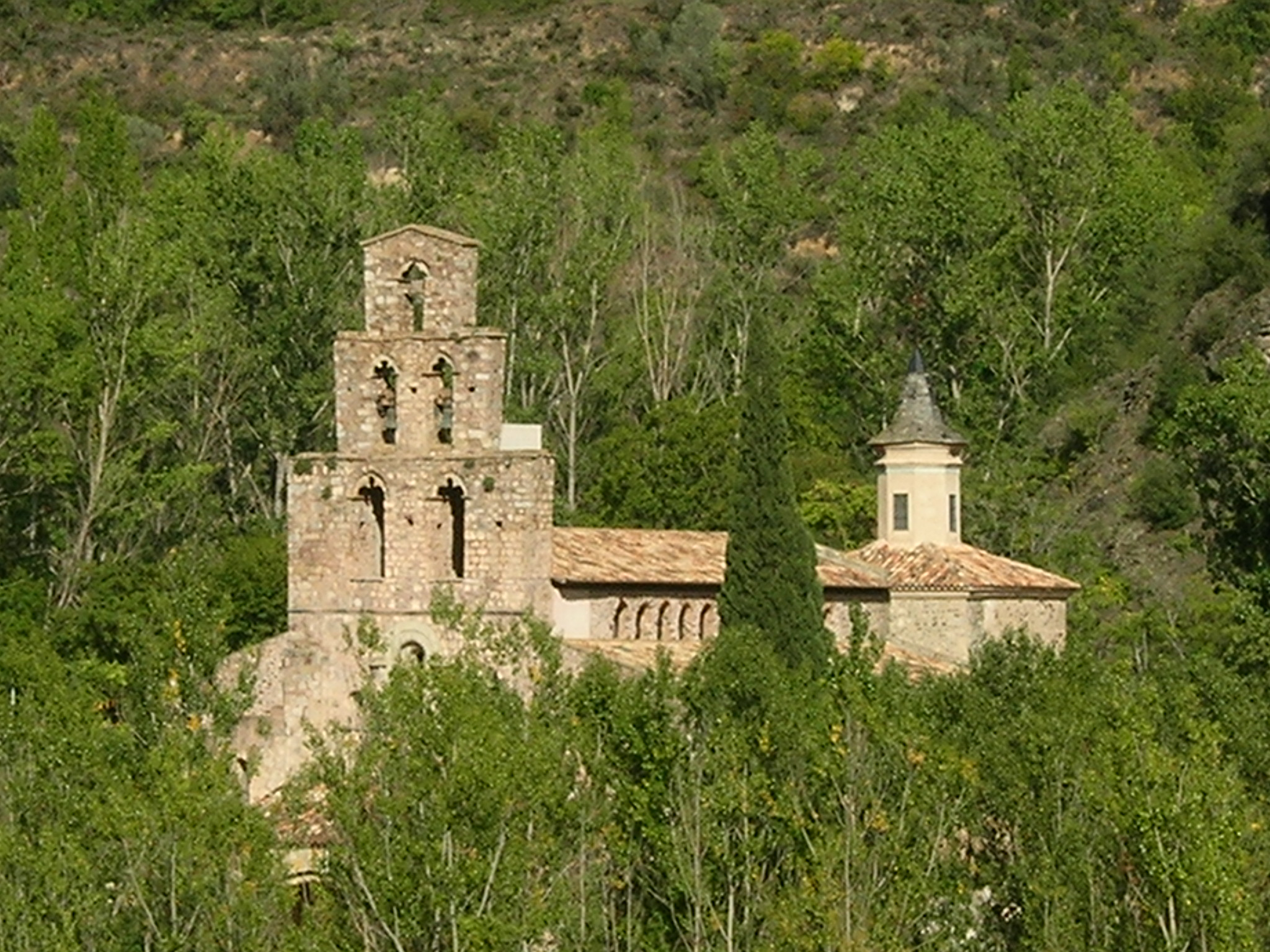
Kloster Santa Maria de Gerri
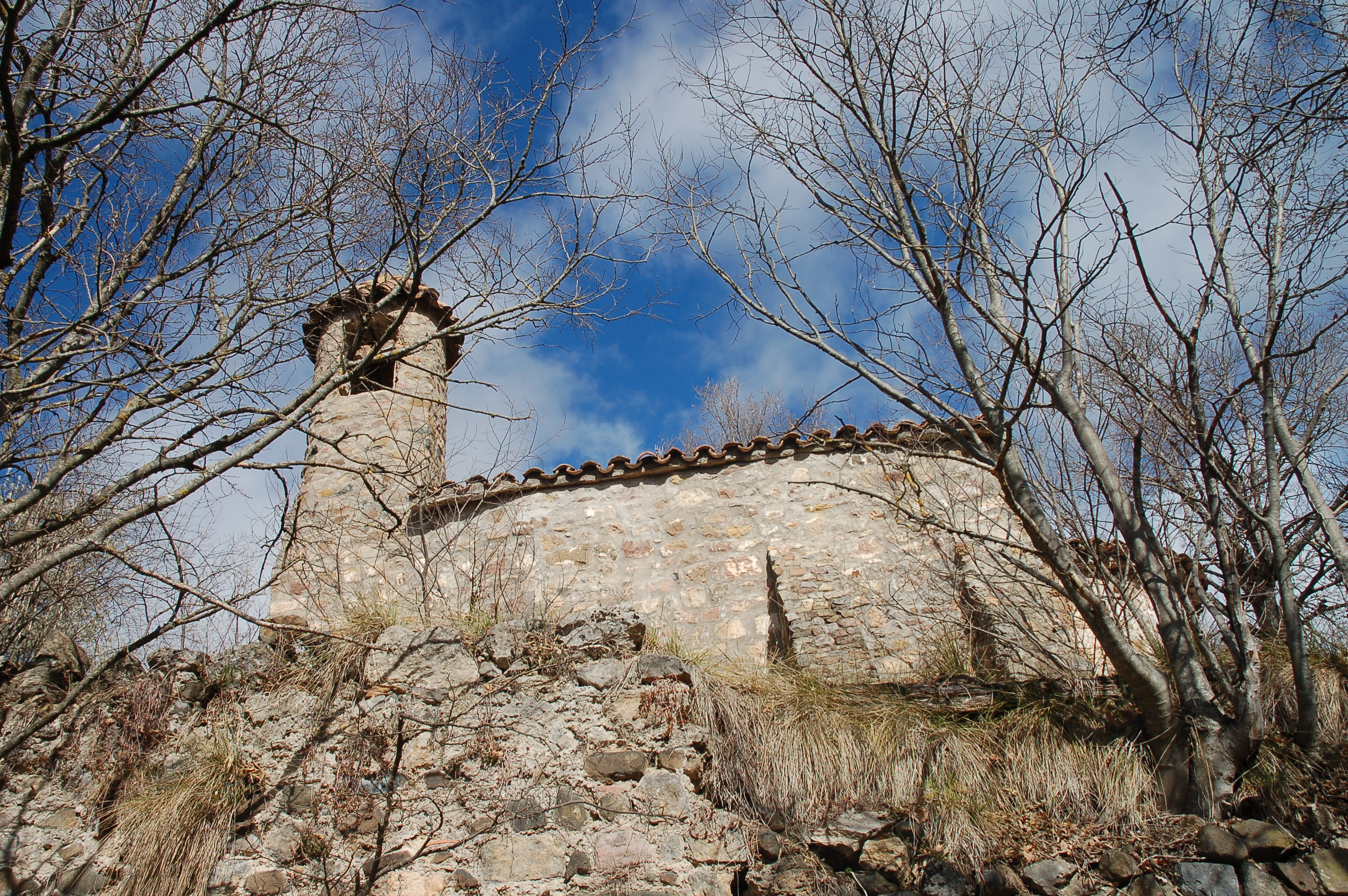
Annenkirche
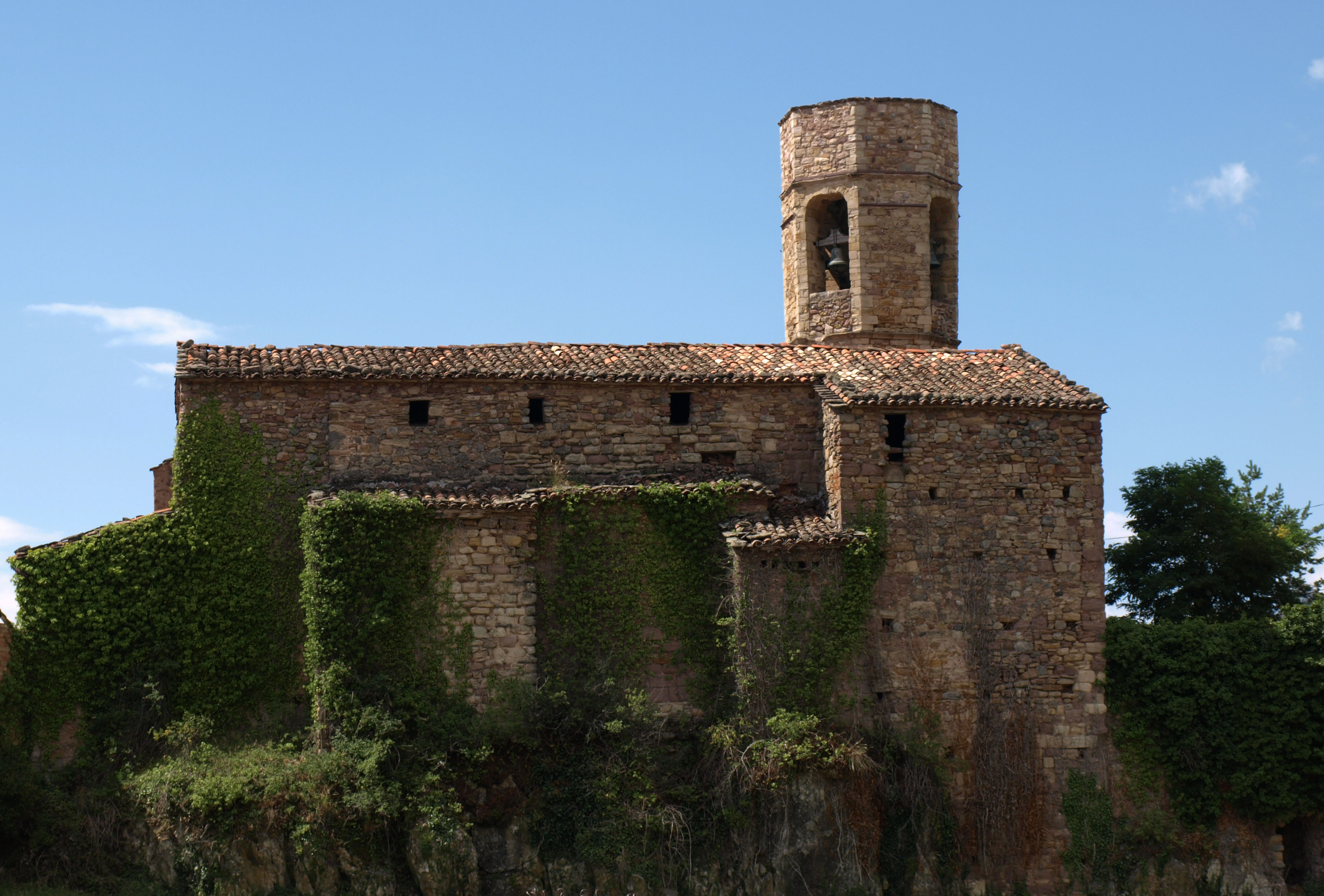
Christopheruskirche
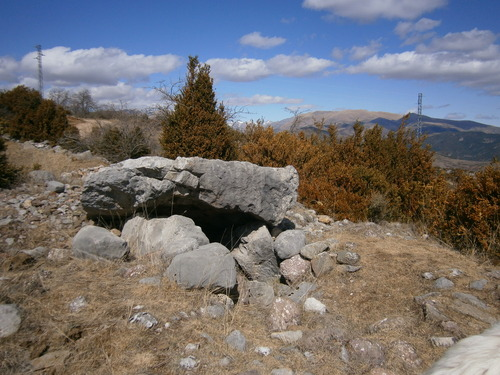
La cabana de Perauba